# Noa Kirel
Noa Kirel (født Noya Kirel 10. april 2001) er en israelsk singer-songwriter, skuespillerinde, danser og tv-vært. Hun har vundet MTV Europe Music Awards for det bedste israelske nummer mellem 2017 og 2022.
Hun skal repræsentere Israel i Eurovision Song Contest 2023 med sin sang Unicorn.